# 丹波町
丹波町（日语：／ Tanba chō */?）是過去曾經存於京都府中部的行政區劃；已於2005年10月11日与和知町、瑞穗町合并为京丹波町。
主要産業為稻作、酪農為與林業，特産物包括丹波黒豆、丹波松茸、丹波栗。

## 歷史
在江戶時代丹波町轄區大多屬於丹波龜山藩的領地，另有少區域屬於園部藩和幕府旗本領地。明治維新後，先後分屬園部縣及久美濱縣，直到1871年才全數整併到京都府內。
1889年實施町村制，丹波町轄區在當時分屬竹野村、須知村、高原村3個行政區劃，在1950年代的昭和大合併中，這三個行政區劃先後合併成為丹波町；21世紀初的平成大合併中，丹波町與瑞穗町、和知町再次於2005年合併為京丹波町。

### 變遷表
| 1889年4月1日 | 1889年 - 1926年      | 1926年 - 1944年      | 1945年 - 1954年         | 1955年 - 1989年     | 1989年 - 现在           | 現在                    |
| ------------ | -------------------- | -------------------- | ----------------------- | ------------------- | ----------------------- | ----------------------- |
| 竹野村       | 竹野村               | 竹野村               | 1951年4月1日 併入須知町 | 1955年4月1日 丹波町 | 2005年10月11日 京丹波町 | 2005年10月11日 京丹波町 |
| 須知村       | 1901年7月19日 須知町 | 1901年7月19日 須知町 | 1901年7月19日 須知町    | 1955年4月1日 丹波町 | 2005年10月11日 京丹波町 | 2005年10月11日 京丹波町 |
| 高原村       |                      |                      |                         | 1955年4月1日 丹波町 | 2005年10月11日 京丹波町 | 2005年10月11日 京丹波町 |
| 質美村       | 質美村               | 質美村               | 1951年4月1日 瑞穗村     | 1955年4月1日 瑞穗町 | 2005年10月11日 京丹波町 | 2005年10月11日 京丹波町 |
| 檜山村       |                      |                      | 1951年4月1日 瑞穗村     | 1955年4月1日 瑞穗町 | 2005年10月11日 京丹波町 | 2005年10月11日 京丹波町 |
| 梅田村       |                      |                      | 1951年4月1日 瑞穗村     | 1955年4月1日 瑞穗町 | 2005年10月11日 京丹波町 | 2005年10月11日 京丹波町 |
| 三之宮村     |                      |                      | 1951年4月1日 瑞穗村     | 1955年4月1日 瑞穗町 | 2005年10月11日 京丹波町 | 2005年10月11日 京丹波町 |
| 上和知村     | 上和知村             | 上和知村             | 上和知村                | 1955年4月1日 和知町 | 2005年10月11日 京丹波町 | 2005年10月11日 京丹波町 |
| 下和知村     |                      |                      |                         | 1955年4月1日 和知町 | 2005年10月11日 京丹波町 | 2005年10月11日 京丹波町 |

## 交通

### 鐵道
- JR西日本
  - JR山陰本線：（←日吉町） - 下山站 - （和知町→）

### 公路
高速道路
- 京都縱貫自動車道：丹波IC

一般國道
- 國道9號、國道27號

主要地方道
- 京都府道26號丹波三和線、京都府道80號日吉丹波線

一般府道
- 京都府道444號檜山丹波線
- 京都府道445號富田胡麻停車場線
- 京都府道446號豐田富田線
- 京都府道453號大河内口八田線
- 京都府道702號篠山丹波線

## 教育
- 丹波町立丹波ひかり小學校光が丘
- 丹波町立竹野小學校
- 丹波町立下山小學校
- 丹波町立蒲生野中學校
- 京都府立須知高等學校